# Allocrangonyctoidea
Allocrangonyctoidea (лат.) — надсемейство ракообразных из отряда бокоплавов.

## Описание
Тело субцилиндрическое. Глаза отсутствуют (или есть, но плохо развиты у Crymostygiidae). Уросомит 1 без дистовентральной жёсткой щетинки. Максилла 1 ишиального эндита апикально с щетинками. Коксальные жабры стебельчатые. Эндопод уропода 3 маленький или отсутствует. Первый стебельчатый членик антенны 2 луковицеобразный. Лабиум без внутренних пластинок.

## Классификация
Включает 5 семейств и более 70 видов. Надсемейство филогенетически родственно к надсемейству Crangonyctoidea, вместе с которыми входит в состав инфраотряда Gammarida.
- инфраотряд Gammarida Latreille, 1802
  - парвотряд Crangonyctidira Bousfield, 1973
    - надсемейство Allocrangonyctoidea Holsinger, 1989
      - семейство Allocrangonyctidae Holsinger, 1989 — 2 вида — США[3][4]
      - семейство Crymostygidae  Kristjánsson & Svavarsson, 2004 — 1 вид — Исландия[5]
        - Crymostygius Kristjánsson & Svavarsson, 2004
          - Crymostygius thingvallensis Kristjánsson & Svavarsson, 2004

      - семейство Dussartiellidae  Lowry & Myers, 2012 — 3 вида — Мадагаскар
      - семейство Kergueleniolidae  Lowry & Myers, 2013 — 1 вид — Кергелен
        - Kergueleniola Ruffo, 1970[6]
          - Kergueleniola macra (Ruffo, 1970)

      - семейство Pseudoniphargidae  Karaman, 1993 — 68 видов